# Irma (Schiff)
Die Irma war ein 1905 in Dienst gestelltes Passagierschiff der norwegischen Reederei Det Bergenske Dampskibsselskab (BDS), das Passagiere und Fracht zunächst nach Großbritannien und Deutschland brachte und ab 1931 auf der Hurtigruten entlang der norwegischen Küste fuhr. Am 13. Februar 1944 wurde die Irma in der Bucht von Hustadvika vor Kristiansund durch zwei Torpedotreffer versenkt. 61 norwegische Zivilisten starben. Erst nach dem Krieg kam heraus, dass das Schiff von einem Motortorpedoboot der norwegischen Marine angegriffen worden war. Der Vorfall brachte große Kontroversen mit sich.

## Das Schiff
Das 1.322 BRT große Dampfschiff Irma wurde auf der Werft Sir Raylton Dixon and Company in der nordenglischen Hafenstadt Middlesbrough gebaut und lief am 5. Januar 1905 auf dem Fluss Tees vom Stapel. Der Rumpf wurde aus Stahl gefertigt. Die Baukosten betrugen nach damaligem Geldwert 570.684 norwegische Kronen. Das Schiff wurde nach dem 1877 entdeckten Asteroiden Irma benannt. Das kombinierte Passagier- und Frachtschiff war 74,4 m lang, 9,9 m breit und hatte einen Tiefgang von 6,4 m. Die Dreifachexpansions-Dampfmaschine erreichte eine Leistung von 1.500 PS und ermöglichte eine maximale Reisegeschwindigkeit von 13,9 kn. Die Passagierunterkünfte waren zunächst für 92 Passagiere der Ersten Klasse, 10 der Zweiten Klasse und 45 der Dritten Klasse ausgelegt. 1907 wurde die Anzahl auf 144 Betten reduziert. Nach Umbauten 1932 war für 39 Fahrgäste der Ersten Klasse und 48 der Dritten Klasse Platz.
Nach ihrer Fertigstellung im Frühjahr 1905 wurde die Irma ihrem Eigner übergeben, der 1851 gegründeten Reederei Det Bergenske Dampskibsselskab (BDS) mit Sitz in Bergen, was auch ihr Heimathafen war. Die Irma fuhr nun im Linienverkehr auf der Strecke Trondheim–Bergen–Stavanger–Newcastle upon Tyne. Hierbei handelte es sich um eine Zusammenarbeit mit der Trondheimer Reederei Det Nordenfjeldske Dampskibsselskab (NFDS). Sie war auf dieser Route der Nachfolger des 14 Jahre alten Schiffs Mira. Ab 1921 verkehrte sie aber in norwegischen Gewässern und brachte in den Sommersaisons Touristen zum Nordkap und nach Spitzbergen. Ab 1927 ersetzte die Irma die Neptun auf der Route Bergen–Hamburg, eine etablierte Strecke ihrer Reederei. Ab 1931 kam die Irma schließlich auf der Hurtigrute zum Einsatz, als sie den Dampfer Hera ersetzen musste, der im März jenes Jahres vor Havøysund in einem Sturm gesunken war.

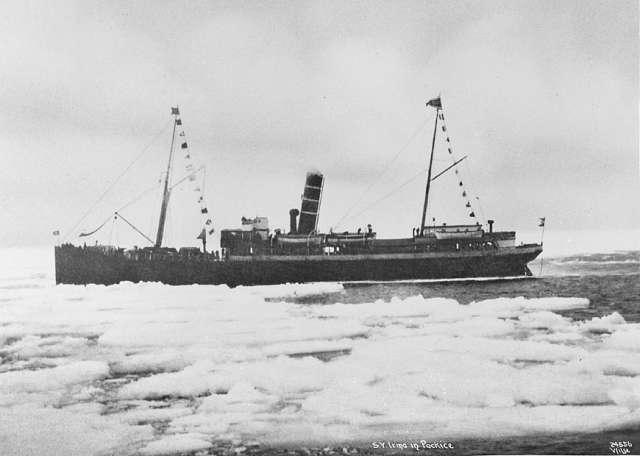
Die Irma inmitten von Packeis

Im Verlauf der Dienstjahre fanden konstant Umbaumaßnahmen und Verbesserungen statt. 1913 wurde eine neue Heizungsanlage installiert, 1914 folgte die Anschaffung einer Funkanlage. 1928 bekam das Schiff einen neuen Propeller. 1931 und 1932 folgten weitere Erneuerungen. 1933 wurde das Schiff mit Kühlvorrichtungen, 1938 mit verbesserten Navigationssystemen und 1939 mit einem Echolot ausgerüstet.
Die Irma war unter den Passagieren beliebt, vor allem ihr Rauchsalon fand Beachtung. In den Vorkriegsjahren kam es nur einmal zu einem Unfall, als die Irma 1937 vor Kabelvåg auf den Lofoten auf ein Riff auflief. Sie bekam zwar ein Leck in der Backbordseite, konnte aber aus eigener Kraft den Hafen von Kabelvåg erreichen und alle ihre 120 Passagiere sicher an Land setzen. In Bergen wurde der Dampfer wieder repariert.

## Im Zweiten Weltkrieg
Nach dem Ausbruch des sowjetisch-finnischen Winterkriegs am 30. November 1939 wurden norwegische Heereskräfte zur Stärkung der norwegischen Grenzgebiete nach Norden gebracht. Die Irma brachte am 11. Dezember 1939 norwegische Truppenteile von Mosjøen in das von der Roten Armee besetzte finnische Gebiet Petsamo.
Als die Wehrmacht am 9. April 1940 im Rahmen der Operation Weserübung Norwegen und Dänemark besetzte, befand sich die Irma im Hafen von Bergen, eine der Städte, die an jenem Tag von den Deutschen besetzt wurden. Während der deutschen Besetzung Norwegens blieb die Irma im Passagier- und Frachtverkehr an der norwegischen Küste.

## Versenkung
Am Sonntag, dem 13. Februar 1944 fuhr die Irma in nördlicher Richtung von Bergen nach Trondheim. An Bord waren 45 Besatzungsmitglieder sowie 47 Passagiere, darunter etwa sieben Deutsche (die Zahlen variieren in den verschiedenen Quellen). Die Ladung bestand aus Stückgut, Post und 1.800 Tonnen Hering. Das Schiff stand unter dem Kommando von Kapitän Sofus Strømberg. Am frühen Abend des 13. Februar befand sich die Irma in der Bucht Hustadvika vor Kristiansund, als sie um 18.37 Uhr vor dem Leuchtturm von Hestskjær von einer schweren Explosion im Bugbereich erschüttert wurde. Kurz nach dieser ersten Explosion, die großen Schaden an Bord verursachte, folgte eine zweite mittschiffs. Das Schiff begann sofort zu sinken. Die Explosionen stellten sich als Torpedotreffer heraus. Zusätzlich ging massives Maschinengewehrfeuer auf die Irma nieder.
Kurz danach wurde im selben Gebiet auch der 628 BRT große norwegische Frachter Henry der Göteborger Reederei Ångfartygs-A/B Nornan versenkt. Bevor die Henry sank, konnten Rettungsboote zu Wasser gelassen werden, mit denen der Großteil der eigenen Besatzung und später an der Untergangsstelle der Irma einige von deren Überlebenden gerettet wurden. Der Schlepper Hopplafjord und der Fischkutter Sveggøy retteten weitere Schiffbrüchige. Auf der Irma starben 61 und auf der Henry vier Menschen. Die Versenkung der Irma stellte den letzten großen Verlust eines Hurtigruten-Schiffs während des Zweiten Weltkriegs dar. Seit der deutschen Invasion im Mai 1940 waren zahlreiche norwegische Passagier- und Frachtschiffe Seeminen, Luftangriffen und U-Booten zum Opfer gefallen.
Das Wrack der Irma wurde am 3. November 1999 von einem Forschungsschiff in etwa 200 m Tiefe gefunden.

## Reaktionen und Kontroversen
Die Versenkung der Irma, eines nicht bewaffneten, uneskortierten Handelsschiffs, war ein weiteres Werkzeug für die nationalsozialistische Propaganda gegen die Alliierten. Eine öffentliche Stellungnahme der faschistischen norwegischen Partei Nasjonal Samling vom 15. Februar 1944 war die erste offizielle Reaktion auf das Ereignis. In ihrer Zeitung Fritt Folk beschrieb die Partei den Vorfall als skjendselsdåd (Deutsch: Schandtat). Einen Tag später erklärte Fritt Folk, dass Motortorpedoboote der Royal Navy für den Verlust der Irma und der Henry verantwortlich waren.
Erst nach Kriegsende wurde bekannt, dass es sich dabei um Motortorpedoboote des Sjøforsvaret, also der norwegischen Marine gehandelt hatte. Das Schnellboot MTB 627 hatte die Irma und MTB 653 die Henry versenkt. Die beiden Boote waren wenige Tage vor dem Zwischenfall von dem zum Hilfskreuzer umgebauten Walfänger Molde von den Shetlandinseln in die Bucht von Hustadvika gebracht worden, um die deutsch-kontrollierte Schifffahrt anzugreifen.
Die Versenkung der beiden Schiffe wird bis heute kontrovers diskutiert. Sämtliche alliierten Streitkräfte hatten strikten Befehl, keine allein fahrenden norwegischen Dampfer an der norwegischen Küste anzugreifen. Die norwegische Marine beharrt jedoch darauf, dass die Irma und die Henry verdunkelt und ohne Landesfahnen fuhren und als Konvoi zudem von einem deutschen Kriegsschiff begleitet wurden. Überlebende beider Schiffe widersprechen dem vehement. Die Besatzungen der Torpedoboote behaupteten zudem, die Henry habe nach dem Angriff auf die Irma ein Ausweichmanöver vorgenommen. Die Henry stoppte jedoch nur, um Rettungsboote zu Wasser zu lassen. Die Behauptung, ein deutsches Kriegsschiff habe sich in der Nähe aufgehalten, wurde mehrfach untersucht. Eine mögliche Erklärung könnte die Anwesenheit des Schleppers Hopplafjord sein, der auf Grund seiner Größe und seines Profils möglicherweise von den Besatzungen der Torpedoboote mit einem bewaffneten Kutter verwechselt wurde.

## Gedenken
Am 20. Mai 1944 veröffentlichte die immer noch von den Deutschen kontrollierte norwegische Postbehörde Postverket eine von Harald Damsleth gestaltete Briefmarkenserie, die drei der schwersten Angriffen auf zivile norwegische Schiffe durch die Alliierten gedachte. Die Zehn-Øre-Marken erinnerten an die Versenkung der Barøy am 13. September 1941 im Vestfjord (112 Tote), die 15-Øre-Marken an die der Sanct Svithun vor Stadlandet am 30. September 1943 (47 Tote), und die 20-Øre-Marken an die der Irma vor Kristiansund am 13. Februar 1944 (61 Tote). Für jede Marke wurden zehn Øre mehr verlangt, die den Überlebenden und Hinterbliebenen gespendet wurden.
Am 16. September 2002 fand unter Teilnahme des norwegischen Königs Harald V. und des Bischofs der Diözese von Møre, Odd Bondevik, in der Kirche von Bremnes ein Gedenkgottesdienst für die Opfer der beiden Schiffe statt. Anschließend wurde in Røeggen in der Kommune Averøy ein Denkmal enthüllt, das die Namen der 65 an jenem Tag getöteten Norweger zeigt.
Danach bat der König 180 Gäste auf das Hurtigruten-Schiff Midnatsol, das die Gesellschaft zur Untergangsstelle brachte. Dort wurde in Erinnerung an die Opfer eine Gedenkzeremonie durchgeführt. An der Zeremonie nahmen auch zwei Motortorpedoboote der norwegischen Marine teil, von denen aus ein Blumenkranz ins Wasser gelassen wurde.